# Прокл Цариградски
Свети Прокл (грч. Προκλος) је био архиепископ цариградски у периоду од 434. до 447. године. Познат је као ученик Светог Јована Златоустог, који га је рукоположио најпре у чин ђакона, а затим и свештеника. Свети Прокл је био сведок јављања Светог Павла Светом Јовану Златоустом. Од свог учитеља, Прокл је примио велико знање о Светом писму.
После протеривања и смрти Светог Јована Златоустог Свети Прокл, рукоположен је за епископа кизичког 426. године, а 435. године изабран је за патријарха цариградског. Управљао је црквом Божјом као мудри архијереј. Радио је предано и снажно се борио против несторијанске јереси која је била доста проширена у његово време.
За његово време догодила су се два знаменита догађаја. Прво, пренете су мошти Светог Јована Златоуста из Комана у Цариград, по жељи цара и патријарха. А у то време царовао је цар Теодосије Млађи са сестром Пулхеријом. Друго, био је велики земљотрес у Цариграду и по околини. Многа од најлепших и највећих здања срушена су том приликом. Тада патријарх Прокл с царем и мноштвом свештенства, великаша и народа, поведе литију кроз Цариград. Док су се на литији молили Богу, по предању се десило, да неко дете чудесно буде узнето високо у ваздух тако да се најзад није могло ни видети. Потом се врати и спусти лагано на земљу. Упитано где је било дете одговори, да је било однесено на небо међу анђеле и да је чуло како анђели певају песму: „Свјати Боже, свјати крјепки, свјати безсмертни, помилуј нас!“ Чувши ту песму почеше је сви људи у литији певати, и земљотрес одмах престаде. Од тада се одомаћила у цркви та дивна песма и постала саставни део Свете литургије. Дете је ускоро умрло, и сахрањено је у Цркви Свете Ирине.
Свети Прокл је служио као архијереј још 20 година након тог догађаја. Умро је 446. године.
Православна црква прославља светог Прокла 20. новембра по јулијанском календару.